# Président en exercice
 (février 2023).
Si vous disposez d'ouvrages ou d'articles de référence ou si vous connaissez des sites web de qualité traitant du thème abordé ici, merci de compléter l'article en donnant les références utiles à sa vérifiabilité et en les liant à la section « Notes et références ».
Un Président en exercice est l'ambassadeur, ministre des Affaires étrangères, ou autre fonctionnaire de l'État membre exerçant la présidence d'une organisation internationale, qui est la personne effectivement préside la réunion des représentants des États membres.
Le chef du gouvernement de la nation hôte de la biennale des chefs de gouvernement du Commonwealth (CHOGM) devient le président en exercice de la Communauté des Nations jusqu'à la prochaine réunion. Sa responsabilité principale consiste à présider les CHOGM elle-même, mais le rôle de mai être élargi au cours des deux années suivantes[pas clair] selon les besoins.